# Castello di Polcenigo
Il castello di Polcenigo è una villa veneta di Polcenigo (provincia di Pordenone), costruita nella seconda metà del Settecento sui resti di un fortilizio medievale.
Si colloca sull'altura detta colle del Castello, dominando il paese da nord.

## Storia
Polcenigo ha rappresentato una località strategica sin dall'età romana, grazie alle abbondanti risorse naturali, la presenza del fiume Livenza e il transito della via Ungaresca. Si spiega così la costruzione del castello, avvenuta nell'alto medioevo su iniziativa di qualche potenza locale.
Secondo la tradizione locale, nel 875 Carlo il Calvo concesse al conte di Blois, luogotenente francese, il controllo della zona. Tuttavia il primo vero documento che ne attesta l'esistenza è del 963, quando il vescovo di Belluno donò il castello (precedentemente ottenuto dall'imperatore Ottone I) a una famiglia feudale che da esso prese il nome di da Polcenigo.
Il fortilizio, che subì nel tempo degli ampliamenti, era costituito da un mastio con due cinte murarie provviste di merli, l'una a nordovest e l'altra a sudest; lungo quest'ultima si sviluppò l'attuale borgo di Polcenigo. Data la sua posizione, fu spesso al centro di eventi bellici: dalle guerre locali alle invasioni dei Turchi, sino agli interventi della Serenissima che intendeva soffocare le mire autonomiste della nobiltà. A decretarne la completa distruzione fu però un incendio avvenuto nel Seicento.
Verso il 1750-1770 l'architetto Matteo Lucchesi fu incaricato dal conte Ottavio Polcenigo di costruire una villa in luogo dell'antico castello. La magnifica residenza continuò ad essere abitata dai discendenti sino agli anni 1840, dopodiché venne abbandonata, lasciandola in preda all'incuria dei proprietari e a quanti vi estraevano materiale di recupero.
Nel 1886, in seguito a un'asta giudiziaria, pervenne a Vincenzo Mez che poco dopo smembrò la proprietà cedendo il terreno ad Antonio Curioni e tenendo per sé il palazzo. Nel 1901 divenne di Riccardo Chiaradia che ne progettò la demolizione, ma nel 1906 tornò ai Polcenigo. Danneggiato durante la Grande Guerra, successivamente venne nuovamente venduto senza mai subire alcun intervento di recupero. Nel 1954 divenne dell'artista Ado Furlan.
Colpito dal terremoto del Friuli del 1976, i ruderi rimasti vennero consolidati nel 1979 su iniziativa della Regione Friuli-Venezia Giulia; l'intervento fu molto discutibile in quanto si fece ampio uso di cemento per ricomporre i fronti e parte della struttura interna. Nello stesso anno passò al comune di Polcenigo che bandì diversi concorsi per riqualificare il complesso; nel 1999 il consiglio comunale approvò il progetto Santoro-Borgobello-Cigalotto-Contin, ma i lavori non andarono in porto. Da allora il castello risulta ancora in stato di abbandono.

## Descrizione
Per raggiungere il castello dal fondovalle si risaliva una scalea doppia di 366 gradini e larga 10 m, con una loggia di riposo laterale. In alternativa, si poteva percorrere una via sotterranea.
Il palazzo si sviluppava su tre piani. All'esterno si caratterizzava per gli efficaci giochi di asimmetrie presenti sulle facciate secondarie. Sul fronte ovest, ancora parzialmente integro, si alternavano finestre centinate e rettangolari a varie altezze, cui si aggiungeva l'ingresso sovrastato da un timpano. 
La facciata principale, quella rivolta al borgo, aveva invece una simmetria rigorosa: al pian terreno vi era una serie di otto finestre rettangolari (ancora visibile), sovrastata al piano nobile da un'altra teoria di nove aperture centinate con le tre centrali unite a formare una trifora con poggiolo e timpano. Piani e davanzali sono scanditi orizzontalmente da linee marcapiano lapidee; altre, verticali, prolungano gli stipiti delle aperture.
Nell'interno erano stati ricavati diciotto vani. L'intera costruzione era strutturata su piedistalli di marmo bianco con semicolonne corinzie e un grosso cornicione poggiante sui capitelli (come si nota in ciò che resta del salone del piano nobile).
Adiacente al lato ovest si trovava l'oratorio di San Pietro, di cui oggi resta solo una parte della facciata. Il tutto era completato da un giardino con aiole fiorite che occupava il ridotto spazio pianeggiante accanto al castello.